# Djorkaeff Reasco
Djorkaeff Néicer Reasco González (ur. 18 stycznia 1999 w Quito) – ekwadorski piłkarz występujący na pozycji napastnika, reprezentant Ekwadoru, od 2025 roku zawodnik El Nacional.
Jest synem piłkarza Néicera Reasco i bratem tenisistki Mell Reasco. Otrzymał imię na cześć francuskiego piłkarza Youriego Djorkaeffa.
W LDU Quito zadebiutował 12 listopada 2016 w ligowym meczu z Fuerza Amarilla (1:1), u boku swojego ojca.